# Stadionul Național (1953)
Stadionul Național – nieistniejący już wielofunkcyjny stadion w Bukareszcie, stolicy Rumunii. Istniał w latach 1953–2007. Obiekt pod koniec swego istnienia mógł pomieścić 60 120 widzów, choć wcześniej liczba widzów podczas meczów dochodziła nawet do 100 000.
Stadion został otwarty 31 lipca 1953 roku, na 4. Światowy Festiwal Młodzieży i Studentów. Był to największy obiekt sportowy w Rumunii i częsta arena spotkań piłkarskiej reprezentacji kraju. Początkowo nosił nazwę Stadionul August 23 (Stadion 23 sierpnia), po transformacji ustrojowej został przemianowany na Stadionul Național „Lia Manoliu” (Stadion Narodowy im. Lia Manoliu). W 1981 roku był główną areną 11. Letniej Uniwersjady. Na stadionie odbywały się również duże koncerty, m.in. Michaela Jacksona czy The Rolling Stones. 21 listopada 2007 roku rozegrano na obiekcie ostatnie spotkanie (el. ME: Rumunia – Albania 6:1), po czym rozebrano stadion, a w jego miejscu w latach 2008–2011 wybudowano nowy Stadion Narodowy na 55 000 widzów.